# 藍原みほ
藍原 みほ（あいはら みほ、1990年4月22日 - ）は、日本の女優。2008年にこの名に改めるまでは近藤 未穂子（こんどう みほこ）の名で活動していた。

## 出演

### テレビドラマ
- MAGISTER NEGI MAGI 魔法先生ネギま!（2007年10月 - 2008年3月、テレビ東京） - 朝倉和美 役

### ウェブラジオ
- MAGISTER NEGI MAGI 魔法先生ネギま! 関連番組
  - ざ・まほらNEWS（2007年10月 - 2008年3月） - パーソナリティ
  - あなたがプロデューサー（仮）（2008年） - パーソナリティ